# 2024-es labdarúgó-Európa-bajnokság
A 2024-es labdarúgó-Európa-bajnokság vagy egyszerűen Euro 2024 a 17. Európa-bajnokság volt, amely az UEFA által szervezett, négyévente megrendezésre kerülő Európa-bajnokság a férfi labdarúgó-válogatottak számára. A tornát június 14. és július 14. között rendezték Németországban. Az Eb-t Spanyolország nyerte, története során 4. alkalommal. A spanyol válogatott az első, amely a negyedik címét szerezte és az első olyan Eb-győztes, amely egy tornán az összes mérkőzését megnyerte.
Németország második alkalommal rendezte meg az Eb-t. A címvédő az olasz válogatott volt.

## Pályázatok
2016 decemberében az UEFA ismertette a rendezésre való jelentkezés folyamatát és feltételeit:
- 2017. március 3. −  határidő a nemzeti szövetségeknek a jelentkezés megerősítésére
- 2017. március 10. − az UEFA bejelenti a pályázó országok neveit
- 2018. április 27. − határidő a pályázati anyagok UEFA felé történő benyújtására
- 2018. szeptember 27. − az UEFA hivatalosan bejelenti a rendező országot

2017. március 8-án az UEFA bejelentette, hogy a március 3-i határidőig mindössze két ország − Németország és Törökország − nyújtotta be rendezési szándékát.
- Németország − 2017 januárjában jelentette be a Német labdarúgó-szövetség, hogy végrehajtó bizottsága egyhangú szavazással megerősítette a német jelentkezést a rendezésre.[9] 2017. szeptember 15-én jelentette be a szövetség, hogy tíz városban rendeznék meg a tornát: Berlin, München, Düsseldorf, Stuttgart, Köln, Hamburg, Lipcse, Dortmund, Gelsenkirchen és Frankfurt adna helyszínt a mérkőzéseknek.
- Törökország – 2017. február 15-én a Török labdarúgó-szövetség hivatalosan bejelentette rendezési szándékát.[10]

Az Európai Labdarúgó-szövetség végrehajtó bizottságának 2018. szeptember 27-ei ülésén bejelentették, hogy a 2024-es labdarúgó-Európa-bajnokság házigazdája Németország lesz.

## Helyszínek
A tornát tíz stadionban bonyolították le, tíz városban.
| Berlin           | München                                                                                  | Dortmund                                                                                 | Stuttgart          |
| ---------------- | ---------------------------------------------------------------------------------------- | ---------------------------------------------------------------------------------------- | ------------------ |
| Olympiastadion   | Allianz Arena                                                                            | Westfalenstadion                                                                         | MHPArena           |
| Férőhely: 74 461 | Férőhely: 70 076                                                                         | Férőhely: 65 849                                                                         | Férőhely: 54 906   |
|                  |                                                                                          |                                                                                          |                    |
| Gelsenkirchen    | Berlin München Dortmund Gelsenkirchen Stuttgart Hamburg Düsseldorf Köln Frankfurt Lipcse | Berlin München Dortmund Gelsenkirchen Stuttgart Hamburg Düsseldorf Köln Frankfurt Lipcse | Frankfurt          |
| Arena AufSchalke | Berlin München Dortmund Gelsenkirchen Stuttgart Hamburg Düsseldorf Köln Frankfurt Lipcse | Berlin München Dortmund Gelsenkirchen Stuttgart Hamburg Düsseldorf Köln Frankfurt Lipcse | Deutsche Bank Park |
| Férőhely: 54 740 | Berlin München Dortmund Gelsenkirchen Stuttgart Hamburg Düsseldorf Köln Frankfurt Lipcse | Berlin München Dortmund Gelsenkirchen Stuttgart Hamburg Düsseldorf Köln Frankfurt Lipcse | Férőhely: 54 697   |
|                  | Berlin München Dortmund Gelsenkirchen Stuttgart Hamburg Düsseldorf Köln Frankfurt Lipcse | Berlin München Dortmund Gelsenkirchen Stuttgart Hamburg Düsseldorf Köln Frankfurt Lipcse |                    |
| Hamburg          | Düsseldorf                                                                               | Köln                                                                                     | Lipcse             |
| Volksparkstadion | Merkur Spiel-Arena                                                                       | RheinEnergieStadion                                                                      | Red Bull Arena     |
| Férőhely: 52 245 | Férőhely: 51 031                                                                         | Férőhely: 49 827                                                                         | Férőhely: 42 959   |
|                  |                                                                                          |                                                                                          |                    |

## Selejtező
A selejtező döntött arról, hogy melyik 23 csapat jutott ki az Európa-bajnokságra. A selejtező csoportkörének 10 csoportjából a csoportgyőztesek és a második helyezettek kijutottak az Európa-bajnokságra. A maradék három helyet pótselejtezőn döntötték el. A pótselejtezőre 12 csapat jutott be a 2022–2023-as UEFA Nemzetek Ligája eredményeinek alapján.
Oroszországot 2022. február 28-án kizárták az UEFA tornáiról az Ukrajna elleni invázió miatt.
A selejtező csoportjainak sorsolását 2022. október 9-én tartották Frankfurtban. A selejtező csoportköre 2023 márciusától novemberig tartott, a pótselejtezőkre 2024 márciusában került sor.

### Résztvevő csapatok
Az alábbi csapatok vettek részt a 2024-es labdarúgó-Európa-bajnokságon. Németország rendezőként automatikus résztvevő volt. A maradék 23 hely a selejtezők alapján dőlt el, amelyet 2023 márciusától novemberig játszottak, a pótselejtezőkre 2024 márciusában került sor. Grúzia története során első alkalommal jutott ki az Európa-bajnokságra.
| Ország        | Kvalifikáció módja            | Kvalifikáció időpontja | Korábbi Európa-bajnoki részvételek |
| ------------- | ----------------------------- | ---------------------- | ---------------------------------- |
| Németország   | Rendező                       | 2018. szeptember 27.   | 13                                 |
| Belgium       | F csoport győztese            | 2023. október 13.      | 6                                  |
| Franciaország | B csoport győztese            | 2023. október 13.      | 10                                 |
| Portugália    | J csoport győztese            | 2023. október 13.      | 8                                  |
| Spanyolország | A csoport győztese            | 2023. október 15.      | 11                                 |
| Skócia        | A csoport második helyezettje | 2023. október 15.      | 3                                  |
| Törökország   | D csoport győztese            | 2023. október 15.      | 5                                  |
| Ausztria      | F csoport második helyezettje | 2023. október 16.      | 3                                  |
| Anglia        | C csoport győztese            | 2023. október 17.      | 10                                 |
| Magyarország  | G csoport győztese            | 2023. november 16.     | 4                                  |
| Szlovákia     | J csoport második helyezettje | 2023. november 16.     | 5                                  |
| Albánia       | E csoport győztese            | 2023. november 17.     | 1                                  |
| Dánia         | H csoport győztese            | 2023. november 17.     | 9                                  |
| Hollandia     | B csoport második helyezettje | 2023. november 18.     | 10                                 |
| Románia       | I csoport győztese            | 2023. november 18.     | 5                                  |
| Svájc         | I csoport második helyezettje | 2023. november 18.     | 5                                  |
| Szerbia       | G csoport második helyezettje | 2023. november 19.     | 5                                  |
| Csehország    | E csoport második helyezettje | 2023. november 20.     | 10                                 |
| Olaszország   | C csoport második helyezettje | 2023. november 20.     | 10                                 |
| Szlovénia     | H csoport második helyezettje | 2023. november 20.     | 1                                  |
| Horvátország  | D csoport második helyezettje | 2023. november 21.     | 6                                  |
| Grúzia        | Pótselejtező, C ág győztese   | 2024. március 26.      | 0                                  |
| Ukrajna       | Pótselejtező, B ág győztese   | 2024. március 26.      | 3                                  |
| Lengyelország | Pótselejtező, A ág győztese   | 2024. március 26.      | 4                                  |

1. ↑  Az NSZK (1972 és 1988 között) részvételeivel együtt.
2. 1 2  Csehszlovákia (1960 és 1980 között) részvételeivel együtt.
3. ↑  Jugoszlávia és Szerbia és Montenegró (1960 és 2004 között) részvételeivel együtt.

## Sorsolás
Az Európa-bajnokság csoportjainak sorsolását 2023. december 2-án, közép-európai idő szerint 18 órától tartották Hamburgban. A csapatok kiemelése a selejtező összesített rangsora alapján történt. Németországot automatikusan az 1. kalapba sorolták és az A1 pozíciót kapta.
- 1. kalap: Németország, 1–5. helyezett csoportgyőztesek
- 2. kalap: 6–10. helyezett csoportgyőztesek, 1. helyezett csoportmásodik
- 3. kalap: 2–7. helyezett csoportmásodikok
- 4. kalap: 8–10. helyezett csoportmásodikok, a pótselejtezők A–C ágainak győztesei (a sorsolás időpontjában a csapatok ismeretlenek voltak)

További hat kalap tartalmazta a pozíciókat, amely meghatározta a menetrendet. Az A csoportban az 1-es sorszámot Németország kapta, ebben a csoportban 2–4-ig sorsolták a pozíciókat. A többi csoportban mind a négy pozíciót sorsolták.
| Csapat                | H. |
| --------------------- | -- |
| Németország (rendező) | –  |
| Portugália            | 1. |
| Franciaország         | 2. |
| Spanyolország         | 3. |
| Belgium               | 4. |
| Anglia                | 5. |

| Csapat       | H.  |
| ------------ | --- |
| Magyarország | 6.  |
| Törökország  | 7.  |
| Románia      | 8.  |
| Dánia        | 9.  |
| Albánia      | 10. |
| Ausztria     | 11. |

| Csapat       | H.  |
| ------------ | --- |
| Hollandia    | 12. |
| Skócia       | 13. |
| Horvátország | 14. |
| Szlovénia    | 15. |
| Szlovákia    | 16. |
| Csehország   | 17. |

| Csapat                      | H.  |
| --------------------------- | --- |
| Olaszország                 | 18. |
| Szerbia                     | 19. |
| Svájc                       | 20. |
| pótselejtező, A ág győztese |     |
| pótselejtező, B ág győztese |     |
| pótselejtező, C ág győztese |     |

1. 1 2 3  A csapat ismeretlen a sorsolás időpontjában.

## Pénzdíjazás
Az Európa-bajnokság 24 résztvevője között összesen 371 millió eurót osztottak szét. Minden résztvevő 9,25 millió eurót kapott. Az Eb csoportkörében a győzelmekért 1 millió euró, a döntetlenért 500 000 euró járt. Az egyenes kieséses szakaszban körönként egyre magasabb összegeket kaptak a résztvevők, a döntő győztese mindenen felül 8 millió eurót kapott. Az alábbi táblázat mutatja a pénzdíjazást.
| Feltétel                  | A feltételt teljesítő csapatok száma | Összeg / csapat (millió euró) | Összes összeg (millió euró) |
| ------------------------- | ------------------------------------ | ----------------------------- | --------------------------- |
| Résztvevő                 | 24                                   | 9,25                          | 222                         |
| Győzelem a csoportkörben  | 36 mérkőzés                          | 1                             | 36                          |
| Döntetlen a csoportkörben | 36 mérkőzés                          | 0,5                           | 36                          |
| Nyolcaddöntő              | 16                                   | 1,5                           | 20                          |
| Negyeddöntő               | 8                                    | 2,5                           | 24                          |
| Elődöntő                  | 4                                    | 4                             | 16                          |
| Második helyezett         | 1                                    | 5                             | 5                           |
| Győztes                   | 1                                    | 8                             | 8                           |
| Összesen                  |                                      |                               | 331                         |

## Keretek
A 24 résztvevő ország 23–26 fős kereteket nevezhetett, 2024. június 7-én éjfélig. A 26 játékosból legalább háromnak kapusnak kellett lennie. Az egyes mérkőzésekre azonban csak 23 játékost jelölhettek ki.

## Játékvezetők
Az UEFA 2024. április 23-án hozta nyilvánosságra a játékvezetők, az asszisztensek, a videóbírók és egyéb asszisztensek névsorát.
| Ország        | Játékvezető       | Asszisztensek                                |
| ------------- | ----------------- | -------------------------------------------- |
| Portugália    | Artur Soares Dias | Paulo Soares Pedro Ribeiro                   |
| Spanyolország | Jesús Gil Manzano | Diego Barbero Sevilla Ángel Nevado Rodríguez |
| Olaszország   | Marco Guida       | Filippo Melli Giorgio Peretti                |
| Olaszország   | Daniele Orsato    | Ciro Carbone Alessandro Giallatini           |
| Románia       | Kovács István     | Vasile Florin Marinescu Mihai Ovidiu Artene  |
| Szlovákia     | Ivan Kružliak     | Branislav Hancko Jan Pozor                   |
| Franciaország | François Letexier | Cyril Mugnier Mehdi Rahmouni                 |
| Franciaország | Clément Turpin    | Nicolas Danos Benjamin Pagès                 |
| Hollandia     | Danny Makkelie    | Hessel Steegstra Jan de Vries                |
| Lengyelország | Szymon Marciniak  | Tomasz Listkiewicz Adam Kupsik               |
| Törökország   | Halil Umut Meler  | Mustafa Emre Eyisoy Kerem Ersoy              |
| Svédország    | Glenn Nyberg      | Mahmod Beigi Andreas Söderkvist              |
| Anglia        | Michael Oliver    | Stewart Burt Dan Cook                        |
| Anglia        | Anthony Taylor    | Gary Beswick Adam Nunn                       |
| Svájc         | Sandro Schärer    | Stéphane de Almeida Bekim Zogaj              |
| Németország   | Daniel Siebert    | Jan Siedel Rafael Foltyn                     |
| Németország   | Felix Zwayer      | Stefan Lupp Marco Achmüller                  |
| Argentína     | Facundo Tello     | Gabriel Chade Ezekiel Brailovsky             |
| Szlovénia     | Slavko Vinčić     | Tomaž Klančnik Andraž Kovačič                |

## Csoportkör
Az UEFA 2022. május 10-én tette közzé a menetrendet. A csoportkörtől a negyeddöntőkig – a nyitómérkőzés kivételével – a kezdési időpontokat a sorsolás befejezése után határozta meg az UEFA.
A csoportok első két helyezettje, valamint a legjobb négy harmadik helyezett jutott tovább a nyolcaddöntőbe.
Az időpontok közép-európai nyári idő szerint (UTC+2) értendők.

### Sorrend meghatározása
Ha két vagy több csapat a csoportmérkőzések után azonos pontszámmal állt, akkor a következő pontok alapján állapították meg a sorrendet:
1. több szerzett pont az azonosan álló csapatok közötti mérkőzéseken;
2. jobb gólkülönbség az azonosan álló csapatok közötti mérkőzéseken;
3. több szerzett gól az azonosan álló csapatok közötti mérkőzéseken;
4. ha az 1–3. pontok alapján a sorrend nem dönthető el, akkor az 1–3. pontokat újra kell alkalmazni kizárólag a továbbra is azonosan álló csapatok között játszott mérkőzésekre. Ha továbbra sem dönthető el a sorrend, akkor az 5–10. pontokat kell alkalmazni;
5. jobb gólkülönbség az összes csoportmérkőzésen;
6. több szerzett gól az összes csoportmérkőzésen;
7. ha két csapat a felsorolt első hat pont alapján holtversenyben áll úgy, hogy az utolsó csoportmérkőzést egymás ellen játsszák (azaz az utolsó csoportmérkőzés, amelyet egymás ellen lejátszottak, döntetlen lett, és a pontszámuk, összesített gólkülönbségük, az összes szerzett góljuk száma is azonos) és nincs harmadik csapat, amely velük azonos pontszámmal áll, akkor közöttük büntetőrúgások döntenek a sorrendről;
8. alacsonyabb fair play pontszám a játékosok és a csapat tisztviselői által kapott lapok alapján (1 pont egy sárga lapért, 3 pont két sárga lapot követő piros lapért, 3 pont egy azonnali piros lapért, 4 pont egy sárga lapért és egy azonnali piros lapért);
9. jobb helyezés a selejtező összesített rangsorában.

### A csoport
| Hely. | Csapat          | M | Gy | D | V | G+ | G– | Gk | P | Továbbjutás                                |
| ----- | --------------- | - | -- | - | - | -- | -- | -- | - | ------------------------------------------ |
| 1.    | Németország (R) | 3 | 2  | 1 | 0 | 8  | 2  | +6 | 7 | Továbbjutott az egyenes kieséses szakaszba |
| 2.    | Svájc           | 3 | 1  | 2 | 0 | 5  | 3  | +2 | 5 | Továbbjutott az egyenes kieséses szakaszba |
| 3.    | Magyarország    | 3 | 1  | 0 | 2 | 2  | 5  | −3 | 3 |                                            |
| 4.    | Skócia          | 3 | 0  | 1 | 2 | 2  | 7  | −5 | 1 |                                            |

| 2024. június 14. 21:00 |

| Németország                                                           | 5–1               | Skócia                           |
| --------------------------------------------------------------------- | ----------------- | -------------------------------- |
| Wirtz 10' Musiala 19' Havertz 45+1' (11-esből) Füllkrug 68' Can 90+3' | (3–0) Jegyzőkönyv | Rüdiger 87' (öngól) Porteous 44′ |

| Allianz Arena, München Nézőszám: 65 052 Játékvezető: Clément Turpin (francia) |

| 2024. június 15. 15:00 |

| Magyarország | 1–3               | Svájc                               |
| ------------ | ----------------- | ----------------------------------- |
| Varga 66'    | (0–2) Jegyzőkönyv | Duah 12' Aebischer 45' Embolo 90+3' |

| RheinEnergieStadion, Köln Nézőszám: 41 676 Játékvezető: Slavko Vinčić (szlovén) |

| 2024. június 19. 18:00 |

| Németország              | 2–0               | Magyarország |
| ------------------------ | ----------------- | ------------ |
| Musiala 22' Gündoğan 67' | (1–0) Jegyzőkönyv |              |

| MHPArena, Stuttgart Nézőszám: 54 000 Játékvezető: Danny Makkelie (holland) |

| 2024. június 19. 21:00 |

| Skócia        | 1–1               | Svájc       |
| ------------- | ----------------- | ----------- |
| McTominay 13' | (1–1) Jegyzőkönyv | Shaqiri 26' |

| RheinEnergieStadion, Köln Nézőszám: 42 711 Játékvezető: Ivan Kružliak (szlovák) |

| 2024. június 23. 21:00 |

| Svájc     | 1–1               | Németország    |
| --------- | ----------------- | -------------- |
| Ndoye 28' | (1–0) Jegyzőkönyv | Füllkrug 90+2' |

| Deutsche Bank Park, Frankfurt am Main Nézőszám: 46 685 Játékvezető: Daniele Orsato (olasz) |

| 2024. június 23. 21:00 |

| Skócia | 0–1               | Magyarország   |
| ------ | ----------------- | -------------- |
|        | (0–0) Jegyzőkönyv | Csoboth 90+10' |

| MHPArena, Stuttgart Nézőszám: 54 000 Játékvezető: Facundo Tello (argentin) |

### B csoport
| Hely. | Csapat        | M | Gy | D | V | G+ | G– | Gk | P | Továbbjutás                                |
| ----- | ------------- | - | -- | - | - | -- | -- | -- | - | ------------------------------------------ |
| 1.    | Spanyolország | 3 | 3  | 0 | 0 | 5  | 0  | +5 | 9 | Továbbjutott az egyenes kieséses szakaszba |
| 2.    | Olaszország   | 3 | 1  | 1 | 1 | 3  | 3  | 0  | 4 | Továbbjutott az egyenes kieséses szakaszba |
| 3.    | Horvátország  | 3 | 0  | 2 | 1 | 3  | 6  | −3 | 2 |                                            |
| 4.    | Albánia       | 3 | 0  | 1 | 2 | 3  | 5  | −2 | 1 |                                            |

| 2024. június 15. 18:00 |

| Spanyolország                      | 3–0               | Horvátország |
| ---------------------------------- | ----------------- | ------------ |
| Morata 29' Ruiz 32' Carvajal 45+2' | (3–0) Jegyzőkönyv |              |

| Olimpiai Stadion, Berlin Nézőszám: 68 844 Játékvezető: Michael Oliver (angol) |

| 2024. június 15. 21:00 |

| Olaszország             | 2–1               | Albánia    |
| ----------------------- | ----------------- | ---------- |
| Bastoni 11' Barella 16' | (2–1) Jegyzőkönyv | Bajrami 1' |

| Westfalenstadion, Dortmund Nézőszám: 60 512 Játékvezető: Felix Zwayer (német) |

| 2024. június 19. 15:00 |

| Horvátország                     | 2–2               | Albánia                |
| -------------------------------- | ----------------- | ---------------------- |
| Kramarić 74' Gjasula 76' (öngól) | (0–1) Jegyzőkönyv | Laçi 11' Gjasula 90+5' |

| Volksparkstadion, Hamburg Nézőszám: 46 784 Játékvezető: François Letexier (francia) |

| 2024. június 20. 21:00 |

| Spanyolország         | 1–0               | Olaszország |
| --------------------- | ----------------- | ----------- |
| Calafiori 55' (öngól) | (0–0) Jegyzőkönyv |             |

| Arena AufSchalke, Gelsenkirchen Nézőszám: 49 528 Játékvezető: Slavko Vinčić (szlovén) |

| 2024. június 24. 21:00 |

| Albánia | 0–1               | Spanyolország |
| ------- | ----------------- | ------------- |
|         | (0–1) Jegyzőkönyv | F. Torres 13' |

| Merkur Spiel-Arena, Düsseldorf Nézőszám: 46 586 Játékvezető: Glenn Nyberg (svéd) |

| 2024. június 24. 21:00 |

| Horvátország | 1–1               | Olaszország    |
| ------------ | ----------------- | -------------- |
| Modrić 55'   | (0–0) Jegyzőkönyv | Zaccagni 90+8' |

| Red Bull Arena, Lipcse Nézőszám: 38 322 Játékvezető: Danny Makkelie (holland) |

### C csoport
| Hely. | Csapat    | M | Gy | D | V | G+ | G– | Gk | P | Továbbjutás                                |
| ----- | --------- | - | -- | - | - | -- | -- | -- | - | ------------------------------------------ |
| 1.    | Anglia    | 3 | 1  | 2 | 0 | 2  | 1  | +1 | 5 | Továbbjutott az egyenes kieséses szakaszba |
| 2.    | Dánia     | 3 | 0  | 3 | 0 | 2  | 2  | 0  | 3 | Továbbjutott az egyenes kieséses szakaszba |
| 3.    | Szlovénia | 3 | 0  | 3 | 0 | 2  | 2  | 0  | 3 | Továbbjutott az egyenes kieséses szakaszba |
| 4.    | Szerbia   | 3 | 0  | 2 | 1 | 1  | 2  | −1 | 2 |                                            |

1. 1 2  Fair play pont: Dánia −6, Szlovénia −7.[27]

| 2024. június 16. 18:00 |

| Szlovénia | 1–1               | Dánia       |
| --------- | ----------------- | ----------- |
| Janža 77' | (0–1) Jegyzőkönyv | Eriksen 17' |

| MHPArena, Stuttgart Nézőszám: 54 000 Játékvezető: Sandro Schärer (svájci) |

| 2024. június 16. 21:00 |

| Szerbia | 0–1               | Anglia         |
| ------- | ----------------- | -------------- |
|         | (0–1) Jegyzőkönyv | Bellingham 13' |

| Arena AufSchalke, Gelsenkirchen Nézőszám: 48 953 Játékvezető: Daniele Orsato (olasz) |

| 2024. június 20. 15:00 |

| Szlovénia     | 1–1               | Szerbia     |
| ------------- | ----------------- | ----------- |
| Karničnik 69' | (0–0) Jegyzőkönyv | Jović 90+5' |

| Allianz Arena, München Nézőszám: 63 028 Játékvezető: Kovács István (román) |

| 2024. június 20. 18:00 |

| Dánia        | 1–1               | Anglia   |
| ------------ | ----------------- | -------- |
| Hjulmand 34' | (1–1) Jegyzőkönyv | Kane 18' |

| Deutsche Bank Park, Frankfurt am Main Nézőszám: 46 177 Játékvezető: Artur Soares Dias (portugál) |

| 2024. június 25. 21:00 |

| Anglia | 0–0         | Szlovénia |
| ------ | ----------- | --------- |
|        | Jegyzőkönyv |           |

| RheinEnergieStadion, Köln Nézőszám: 41 536 Játékvezető: Clément Turpin (francia) |

| 2024. június 25. 21:00 |

| Dánia | 0–0         | Szerbia |
| ----- | ----------- | ------- |
|       | Jegyzőkönyv |         |

| Allianz Arena, München Nézőszám: 64 288 Játékvezető: François Letexier (francia) |

### D csoport
| Hely. | Csapat        | M | Gy | D | V | G+ | G– | Gk | P | Továbbjutás                                |
| ----- | ------------- | - | -- | - | - | -- | -- | -- | - | ------------------------------------------ |
| 1.    | Ausztria      | 3 | 2  | 0 | 1 | 6  | 4  | +2 | 6 | Továbbjutott az egyenes kieséses szakaszba |
| 2.    | Franciaország | 3 | 1  | 2 | 0 | 2  | 1  | +1 | 5 | Továbbjutott az egyenes kieséses szakaszba |
| 3.    | Hollandia     | 3 | 1  | 1 | 1 | 4  | 4  | 0  | 4 | Továbbjutott az egyenes kieséses szakaszba |
| 4.    | Lengyelország | 3 | 0  | 1 | 2 | 3  | 6  | −3 | 1 |                                            |

| 2024. június 16. 15:00 |

| Lengyelország | 1–2               | Hollandia              |
| ------------- | ----------------- | ---------------------- |
| Buksa 16'     | (1–1) Jegyzőkönyv | Gakpo 29' Weghorst 83' |

| Volksparkstadion, Hamburg Nézőszám: 48 117 Játékvezető: Artur Soares Dias (portugál) |

| 2024. június 17. 21:00 |

| Ausztria | 0–1               | Franciaország     |
| -------- | ----------------- | ----------------- |
|          | (0–1) Jegyzőkönyv | Wöber 38' (öngól) |

| Merkur Spiel-Arena, Düsseldorf Nézőszám: 46 425 Játékvezető: Jesús Gil Manzano (spanyol) |

| 2024. június 21. 18:00 |

| Lengyelország | 1–3               | Ausztria                                             |
| ------------- | ----------------- | ---------------------------------------------------- |
| Piątek 30'    | (1–1) Jegyzőkönyv | Trauner 9' Baumgartner 66' Arnautović 78' (11-esből) |

| Olimpiai Stadion, Berlin Nézőszám: 69 455 Játékvezető: Halil Umut Meler (török) |

| 2024. június 21. 21:00 |

| Hollandia | 0–0         | Franciaország |
| --------- | ----------- | ------------- |
|           | Jegyzőkönyv |               |

| Red Bull Arena, Lipcse Nézőszám: 38 531 Játékvezető: Anthony Taylor (angol) |

| 2024. június 25. 18:00 |

| Hollandia           | 2–3               | Ausztria                                 |
| ------------------- | ----------------- | ---------------------------------------- |
| Gakpo 47' Depay 75' | (0–1) Jegyzőkönyv | Malen 6' (öngól) Schmid 59' Sabitzer 80' |

| Olimpiai Stadion, Berlin Nézőszám: 68 363 Játékvezető: Ivan Kružliak (szlovák) |

| 2024. június 25. 18:00 |

| Franciaország         | 1–1               | Lengyelország              |
| --------------------- | ----------------- | -------------------------- |
| Mbappé 56' (11-esből) | (0–0) Jegyzőkönyv | Lewandowski 79' (11-esből) |

| Westfalenstadion, Dortmund Nézőszám: 59 728 Játékvezető: Marco Guida (olasz) |

### E csoport
| Hely. | Csapat    | M | Gy | D | V | G+ | G– | Gk | P | Továbbjutás                                |
| ----- | --------- | - | -- | - | - | -- | -- | -- | - | ------------------------------------------ |
| 1.    | Románia   | 3 | 1  | 1 | 1 | 4  | 3  | +1 | 4 | Továbbjutott az egyenes kieséses szakaszba |
| 2.    | Belgium   | 3 | 1  | 1 | 1 | 2  | 1  | +1 | 4 | Továbbjutott az egyenes kieséses szakaszba |
| 3.    | Szlovákia | 3 | 1  | 1 | 1 | 3  | 3  | 0  | 4 | Továbbjutott az egyenes kieséses szakaszba |
| 4.    | Ukrajna   | 3 | 1  | 1 | 1 | 2  | 4  | −2 | 4 |                                            |

| 2024. június 17. 15:00 |

| Románia                             | 3–0               | Ukrajna |
| ----------------------------------- | ----------------- | ------- |
| Stanciu 29' R. Marin 53' Drăguș 57' | (1–0) Jegyzőkönyv |         |

| Allianz Arena, München Nézőszám: 61 591 Játékvezető: Glenn Nyberg (svéd) |

| 2024. június 17. 18:00 |

| Belgium | 0–1               | Szlovákia  |
| ------- | ----------------- | ---------- |
|         | (0–1) Jegyzőkönyv | Schranz 7' |

| Deutsche Bank Park, Frankfurt am Main Nézőszám: 45 181 Játékvezető: Halil Umut Meler (török) |

| 2024. június 21. 15:00 |

| Szlovákia   | 1–2               | Ukrajna                     |
| ----------- | ----------------- | --------------------------- |
| Schranz 17' | (1–0) Jegyzőkönyv | Saparenko 54' Jaremcsuk 80' |

| Merkur Spiel-Arena, Düsseldorf Nézőszám: 43 910 Játékvezető: Michael Oliver (angol) |

| 2024. június 22. 21:00 |

| Belgium                    | 2–0               | Románia |
| -------------------------- | ----------------- | ------- |
| Tielemans 2' De Bruyne 80' | (1–0) Jegyzőkönyv |         |

| RheinEnergieStadion, Köln Nézőszám: 42 535 Játékvezető: Szymon Marciniak (lengyel) |

| 2024. június 26. 18:00 |

| Szlovákia | 1–1               | Románia                 |
| --------- | ----------------- | ----------------------- |
| Duda 24'  | (1–1) Jegyzőkönyv | R. Marin 37' (11-esből) |

| Deutsche Bank Park, Frankfurt am Main Nézőszám: 45 033 Játékvezető: Daniel Siebert (német) |

| 2024. június 26. 18:00 |

| Ukrajna | 0–0         | Belgium |
| ------- | ----------- | ------- |
|         | Jegyzőkönyv |         |

| MHPArena, Stuttgart Nézőszám: 54 000 Játékvezető: Anthony Taylor (angol) |

### F csoport
| Hely. | Csapat      | M | Gy | D | V | G+ | G– | Gk | P | Továbbjutás                                |
| ----- | ----------- | - | -- | - | - | -- | -- | -- | - | ------------------------------------------ |
| 1.    | Portugália  | 3 | 2  | 0 | 1 | 5  | 3  | +2 | 6 | Továbbjutott az egyenes kieséses szakaszba |
| 2.    | Törökország | 3 | 2  | 0 | 1 | 5  | 5  | 0  | 6 | Továbbjutott az egyenes kieséses szakaszba |
| 3.    | Grúzia      | 3 | 1  | 1 | 1 | 4  | 4  | 0  | 4 | Továbbjutott az egyenes kieséses szakaszba |
| 4.    | Csehország  | 3 | 0  | 1 | 2 | 3  | 5  | −2 | 1 |                                            |

1. 1 2  Egymás elleni eredmény: Törökország 0–3 Portugália.

| 2024. június 18. 18:00 |

| Törökország                           | 3–1               | Grúzia         |
| ------------------------------------- | ----------------- | -------------- |
| Müldür 25' Güler 65' Aktürkoğlu 90+7' | (1–1) Jegyzőkönyv | Mikautadze 32' |

| Westfalenstadion, Dortmund Nézőszám: 59 127 Játékvezető: Facundo Tello (argentin) |

| 2024. június 18. 21:00 |

| Portugália                         | 2–1               | Csehország |
| ---------------------------------- | ----------------- | ---------- |
| Hranáč 69' (öngól) Conceição 90+2' | (0–0) Jegyzőkönyv | Provod 62' |

| Red Bull Arena, Lipcse Nézőszám: 38 421 Játékvezető: Marco Guida (olasz) |

| 2024. június 22. 15:00 |

| Grúzia                      | 1–1               | Csehország |
| --------------------------- | ----------------- | ---------- |
| Mikautadze 45+4' (11-esből) | (1–0) Jegyzőkönyv | Schick 59' |

| Volksparkstadion, Hamburg Nézőszám: 46 524 Játékvezető: Daniel Siebert (német) |

| 2024. június 22. 18:00 |

| Törökország | 0–3               | Portugália                                     |
| ----------- | ----------------- | ---------------------------------------------- |
|             | (0–2) Jegyzőkönyv | B. Silva 21' Akaydin 28' (öngól) Fernandes 56' |

| Westfalenstadion, Dortmund Nézőszám: 61 047 Játékvezető: Felix Zwayer (német) |

| 2024. június 26. 21:00 |

| Grúzia                                   | 2–0               | Portugália |
| ---------------------------------------- | ----------------- | ---------- |
| Kvarachelia 2' Mikautadze 57' (11-esből) | (1–0) Jegyzőkönyv |            |

| Arena AufSchalke, Gelsenkirchen Nézőszám: 49 616 Játékvezető: Sandro Schärer (svájci) |

| 2024. június 26. 21:00 |

| Csehország                            | 1–2               | Törökország                |
| ------------------------------------- | ----------------- | -------------------------- |
| Souček 66' Barák 11′, 20′ Chorý 90+8′ | (0–0) Jegyzőkönyv | Çalhanoğlu 51' Tosun 90+4' |

| Volksparkstadion, Hamburg Nézőszám: 47 683 Játékvezető: Kovács István (román) |

### Harmadik helyezett csapatok sorrendje
| Hely. | Cs | Csapat       | M | Gy | D | V | G+ | G– | Gk | P | Továbbjutás                                |
| ----- | -- | ------------ | - | -- | - | - | -- | -- | -- | - | ------------------------------------------ |
| 1.    | D  | Hollandia    | 3 | 1  | 1 | 1 | 4  | 4  | 0  | 4 | Továbbjutott az egyenes kieséses szakaszba |
| 2.    | F  | Grúzia       | 3 | 1  | 1 | 1 | 4  | 4  | 0  | 4 | Továbbjutott az egyenes kieséses szakaszba |
| 3.    | E  | Szlovákia    | 3 | 1  | 1 | 1 | 3  | 3  | 0  | 4 | Továbbjutott az egyenes kieséses szakaszba |
| 4.    | C  | Szlovénia    | 3 | 0  | 3 | 0 | 2  | 2  | 0  | 3 | Továbbjutott az egyenes kieséses szakaszba |
| 5.    | A  | Magyarország | 3 | 1  | 0 | 2 | 2  | 5  | −3 | 3 |                                            |
| 6.    | B  | Horvátország | 3 | 0  | 2 | 1 | 3  | 6  | −3 | 2 |                                            |

1. 1 2  Fair play pont: Hollandia –2, Grúzia –6.

## Egyenes kieséses szakasz
Az egyenes kieséses szakaszban az egyes mérkőzések győztesei továbbjutottak a következő körbe, a vesztes csapatok kiestek. A harmadik helyért nem játszottak mérkőzést. Ha a mérkőzéseken a rendes játékidő végén döntetlen volt az eredmény, akkor 2×15 perces hosszabbítás következett. Ha a hosszabbítás után is döntetlen volt az állás, akkor büntetőpárbaj döntött a győztesről. A hosszabbításban mindkét csapatnak további egy cserelehetősége volt. A sárga lapokat a negyeddöntőket követően törölték.
A nyolcaddöntőben a harmadik helyezettekkel történő párosítás attól függött, hogy mely csoportok harmadik helyezettjei jutottak tovább. A következő táblázat a párosítások variációit mutatja.
- Párosítások

| Négy legjobb harmadik helyezett | Négy legjobb harmadik helyezett | Négy legjobb harmadik helyezett | Négy legjobb harmadik helyezett | Négy legjobb harmadik helyezett | Négy legjobb harmadik helyezett |    | B1 vs | C1 vs | E1 vs | F1 vs |
| ------------------------------- | ------------------------------- | ------------------------------- | ------------------------------- | ------------------------------- | ------------------------------- | -- | ----- | ----- | ----- | ----- |
| A                               | B                               | C                               | D                               |                                 |                                 | A3 | D3    | B3    | C3    |       |
| A                               | B                               | C                               |                                 | E                               |                                 | A3 | E3    | B3    | C3    |       |
| A                               | B                               | C                               |                                 |                                 | F                               | A3 | F3    | B3    | C3    |       |
| A                               | B                               |                                 | D                               | E                               |                                 | D3 | E3    | A3    | B3    |       |
| A                               | B                               |                                 | D                               |                                 | F                               | D3 | F3    | A3    | B3    |       |
| A                               | B                               |                                 |                                 | E                               | F                               | E3 | F3    | B3    | A3    |       |
| A                               |                                 | C                               | D                               | E                               |                                 | E3 | D3    | C3    | A3    |       |
| A                               |                                 | C                               | D                               |                                 | F                               | F3 | D3    | C3    | A3    |       |
| A                               |                                 | C                               |                                 | E                               | F                               | E3 | F3    | C3    | A3    |       |
| A                               |                                 |                                 | D                               | E                               | F                               | E3 | F3    | D3    | A3    |       |
|                                 | B                               | C                               | D                               | E                               |                                 | E3 | D3    | B3    | C3    |       |
|                                 | B                               | C                               | D                               |                                 | F                               | F3 | D3    | C3    | B3    |       |
|                                 | B                               | C                               |                                 | E                               | F                               | F3 | E3    | C3    | B3    |       |
|                                 | B                               |                                 | D                               | E                               | F                               | F3 | E3    | D3    | B3    |       |
|                                 |                                 | C                               | D                               | E                               | F                               | F3 | E3    | D3    | C3    |       |

### Ágrajz
|  |                               |               |                        |                       |       |               |                       |              |  |  |           |           |           |  |  |       |       |       |
|  | Nyolcaddöntők                 | Nyolcaddöntők | Nyolcaddöntők          |                       |       | Negyeddöntők  | Negyeddöntők          | Negyeddöntők |  |  | Elődöntők | Elődöntők | Elődöntők |  |  | Döntő | Döntő | Döntő |
|  | Nyolcaddöntők                 | Nyolcaddöntők | Nyolcaddöntők          |                       |       | Negyeddöntők  | Negyeddöntők          | Negyeddöntők |  |  | Elődöntők | Elődöntők | Elődöntők |  |  | Döntő | Döntő | Döntő |
|  | június 30. – Köln             |               |                        |                       |       |               |                       |              |  |  |           |           |           |  |  |       |       |       |
|  |                               |               |                        |                       |       |               |                       |              |  |  |           |           |           |  |  |       |       |       |
|  | B1                            | Spanyolország | 4                      |                       |       |               |                       |              |  |  |           |           |           |  |  |       |       |       |
|  | B1                            | Spanyolország | 4                      | július 5. – Stuttgart |       |               |                       |              |  |  |           |           |           |  |  |       |       |       |
|  | ADEF3                         | Grúzia        | 1                      |                       |       |               |                       |              |  |  |           |           |           |  |  |       |       |       |
|  | ADEF3                         | Grúzia        | 1                      |                       |       | Spanyolország | Spanyolország         | 2            |  |  |           |           |           |  |  |       |       |       |
|  | június 29. – Dortmund         |               |                        |                       |       | Spanyolország | Spanyolország         | 2            |  |  |           |           |           |  |  |       |       |       |
|  |                               |               | Németország            | Németország           | 1     |               |                       |              |  |  |           |           |           |  |  |       |       |       |
|  | A1                            | Németország   | Németország            | Németország           | 1     | 2             |                       |              |  |  |           |           |           |  |  |       |       |       |
|  | A1                            | Németország   |                        |                       |       | 2             | július 9. – München   |              |  |  |           |           |           |  |  |       |       |       |
|  | C2                            | Dánia         | 0                      |                       |       |               |                       |              |  |  |           |           |           |  |  |       |       |       |
|  | C2                            | Dánia         | 0                      |                       |       | Spanyolország | Spanyolország         | 2            |  |  |           |           |           |  |  |       |       |       |
|  | július 1. – Frankfurt am Main |               |                        |                       |       | Spanyolország | Spanyolország         | 2            |  |  |           |           |           |  |  |       |       |       |
|  |                               |               | Franciaország          | Franciaország         | 1     |               |                       |              |  |  |           |           |           |  |  |       |       |       |
|  | F1                            | Portugália    | Franciaország          | Franciaország         | 1     | 0 (3)         |                       |              |  |  |           |           |           |  |  |       |       |       |
|  | F1                            | Portugália    | július 5. – Hamburg    |                       |       | 0 (3)         |                       |              |  |  |           |           |           |  |  |       |       |       |
|  | ABC3                          | Szlovénia     | 0 (0)                  |                       |       |               |                       |              |  |  |           |           |           |  |  |       |       |       |
|  | ABC3                          | Szlovénia     | 0 (0)                  |                       |       | Portugália    | Portugália            | 0 (3)        |  |  |           |           |           |  |  |       |       |       |
|  | július 1. – Düsseldorf        |               |                        |                       |       | Portugália    | Portugália            | 0 (3)        |  |  |           |           |           |  |  |       |       |       |
|  |                               |               | Franciaország          | Franciaország         | 0 (5) |               |                       |              |  |  |           |           |           |  |  |       |       |       |
|  | D2                            | Franciaország | Franciaország          | Franciaország         | 0 (5) | 1             |                       |              |  |  |           |           |           |  |  |       |       |       |
|  | D2                            | Franciaország |                        |                       |       | 1             | július 14. – Berlin   |              |  |  |           |           |           |  |  |       |       |       |
|  | E2                            | Belgium       | 0                      |                       |       |               |                       |              |  |  |           |           |           |  |  |       |       |       |
|  | E2                            | Belgium       | 0                      |                       |       | Spanyolország | Spanyolország         | 2            |  |  |           |           |           |  |  |       |       |       |
|  | július 2. – München           |               |                        |                       |       | Spanyolország | Spanyolország         | 2            |  |  |           |           |           |  |  |       |       |       |
|  |                               |               | Anglia                 | Anglia                | 1     |               |                       |              |  |  |           |           |           |  |  |       |       |       |
|  | E1                            | Románia       | Anglia                 | Anglia                | 1     | 0             |                       |              |  |  |           |           |           |  |  |       |       |       |
|  | E1                            | Románia       | július 6. – Berlin     |                       |       | 0             |                       |              |  |  |           |           |           |  |  |       |       |       |
|  | ABCD3                         | Hollandia     | 3                      |                       |       |               |                       |              |  |  |           |           |           |  |  |       |       |       |
|  | ABCD3                         | Hollandia     | 3                      |                       |       | Hollandia     | Hollandia             | 2            |  |  |           |           |           |  |  |       |       |       |
|  | július 2. – Lipcse            |               |                        |                       |       | Hollandia     | Hollandia             | 2            |  |  |           |           |           |  |  |       |       |       |
|  |                               |               | Törökország            | Törökország           | 1     |               |                       |              |  |  |           |           |           |  |  |       |       |       |
|  | D1                            | Ausztria      | Törökország            | Törökország           | 1     | 1             |                       |              |  |  |           |           |           |  |  |       |       |       |
|  | D1                            | Ausztria      |                        |                       |       | 1             | július 10. – Dortmund |              |  |  |           |           |           |  |  |       |       |       |
|  | F2                            | Törökország   | 2                      |                       |       |               |                       |              |  |  |           |           |           |  |  |       |       |       |
|  | F2                            | Törökország   | 2                      |                       |       | Hollandia     | Hollandia             | 1            |  |  |           |           |           |  |  |       |       |       |
|  | június 30. – Gelsenkirchen    |               |                        |                       |       | Hollandia     | Hollandia             | 1            |  |  |           |           |           |  |  |       |       |       |
|  |                               |               | Anglia                 | Anglia                | 2     |               |                       |              |  |  |           |           |           |  |  |       |       |       |
|  | C1                            | Anglia        | Anglia                 | Anglia                | 2     | 2             |                       |              |  |  |           |           |           |  |  |       |       |       |
|  | C1                            | Anglia        | július 6. – Düsseldorf |                       |       | 2             |                       |              |  |  |           |           |           |  |  |       |       |       |
|  | DEF3                          | Szlovákia     | 1                      |                       |       |               |                       |              |  |  |           |           |           |  |  |       |       |       |
|  | DEF3                          | Szlovákia     | 1                      |                       |       | Anglia        | Anglia                | 1 (5)        |  |  |           |           |           |  |  |       |       |       |
|  | június 29. – Berlin           |               |                        |                       |       | Anglia        | Anglia                | 1 (5)        |  |  |           |           |           |  |  |       |       |       |
|  |                               |               | Svájc                  | Svájc                 | 1 (3) |               |                       |              |  |  |           |           |           |  |  |       |       |       |
|  | A2                            | Svájc         | Svájc                  | Svájc                 | 1 (3) | 2             |                       |              |  |  |           |           |           |  |  |       |       |       |
|  | A2                            | Svájc         |                        |                       |       |               |                       |              |  |  |           |           |           |  |  |       |       |       |
|  | B2                            | Olaszország   | 0                      |                       |       |               |                       |              |  |  |           |           |           |  |  |       |       |       |
|  | B2                            | Olaszország   | 0                      |                       |       |               |                       |              |  |  |           |           |           |  |  |       |       |       |
|  |                               |               |                        |                       |       |               |                       |              |  |  |           |           |           |  |  |       |       |       |

### Nyolcaddöntők
| 2024. június 29. 18:00 |

| Svájc                  | 2–0               | Olaszország |
| ---------------------- | ----------------- | ----------- |
| Freuler 37' Vargas 46' | (1–0) Jegyzőkönyv |             |

| Olimpiai Stadion, Berlin Nézőszám: 68 172 Játékvezető: Szymon Marciniak (lengyel) |

| 2024. június 29. 21:00 |

| Németország                        | 2–0               | Dánia |
| ---------------------------------- | ----------------- | ----- |
| Havertz 53' (11-esből) Musiala 68' | (0–0) Jegyzőkönyv |       |

| Westfalenstadion, Dortmund Nézőszám: 61 612 Játékvezető: Michael Oliver (angol) |

| 2024. június 30. 18:00 |

| Anglia                    | 2–1 (h. u.)                 | Szlovákia   |
| ------------------------- | --------------------------- | ----------- |
| Bellingham 90+5' Kane 91' | (0–1, 1–1, 2–1) Jegyzőkönyv | Schranz 25' |

| Arena AufSchalke, Gelsenkirchen Nézőszám: 47 244 Játékvezető: Halil Umut Meler (török) |

| 2024. június 30. 21:00 |

| Spanyolország                            | 4–1               | Grúzia                 |
| ---------------------------------------- | ----------------- | ---------------------- |
| Rodri 39' Ruiz 51' Williams 75' Olmo 83' | (1–1) Jegyzőkönyv | Le Normand 18' (öngól) |

| RheinEnergieStadion, Köln Nézőszám: 42 233 Játékvezető: François Letexier (francia) |

| 2024. július 1. 18:00 |

| Franciaország          | 1–0               | Belgium |
| ---------------------- | ----------------- | ------- |
| Vertonghen 85' (öngól) | (0–0) Jegyzőkönyv |         |

| Merkur Spiel-Arena, Düsseldorf Nézőszám: 46 810 Játékvezető: Glenn Nyberg (svéd) |

| 2024. július 1. 21:00 |

| Portugália                    | 0–0 (h. u.) | Szlovénia              |
| ----------------------------- | ----------- | ---------------------- |
|                               | Jegyzőkönyv |                        |
| Büntetőpárbaj                 |             |                        |
| Ronaldo B. Fernandes B. Silva | 3–0         | Iličić Balkovec Verbič |

| Deutsche Bank Park, Frankfurt am Main Nézőszám: 46 576 Játékvezető: Daniele Orsato (olasz) |

| 2024. július 2. 18:00 |

| Románia | 0–3               | Hollandia                 |
| ------- | ----------------- | ------------------------- |
|         | (0–1) Jegyzőkönyv | Gakpo 20' Malen 83' 90+3' |

| Allianz Arena, München Nézőszám: 65 012 Játékvezető: Felix Zwayer (német) |

| 2024. július 2. 21:00 |

| Ausztria        | 1–2               | Törökország    |
| --------------- | ----------------- | -------------- |
| Gregoritsch 66' | (0–1) Jegyzőkönyv | Demiral 1' 59' |

| Red Bull Arena, Lipcse Nézőszám: 38 305 Játékvezető: Artur Soares Dias (portugál) |

### Negyeddöntők
| 2024. július 5. 18:00 |

| Spanyolország                              | 2–1 (h. u.)                 | Németország |
| ------------------------------------------ | --------------------------- | ----------- |
| Olmo 51' Merino 119' Carvajal 100′, 120+6′ | (0–0, 1–1, 1–1) Jegyzőkönyv | Wirtz 89'   |

| MHPArena, Stuttgart Nézőszám: 54 000 Játékvezető: Anthony Taylor (angol) |

| 2024. július 5. 21:00 |

| Portugália                    | 0–0 (h. u.) | Franciaország                           |
| ----------------------------- | ----------- | --------------------------------------- |
|                               | Jegyzőkönyv |                                         |
| Büntetőpárbaj                 |             |                                         |
| Ronaldo B. Silva Félix Mendes | 3–5         | Dembélé Fofana Koundé Barcola Hernández |

| Volksparkstadion, Hamburg Nézőszám: 47 789 Játékvezető: Michael Oliver (angol) |

| 2024. július 6. 18:00 |

| Anglia                                        | 1–1 (h. u.)                 | Svájc                        |
| --------------------------------------------- | --------------------------- | ---------------------------- |
| Saka 80'                                      | (0–0, 1–1, 1–1) Jegyzőkönyv | Embolo 75'                   |
| Büntetőpárbaj                                 |                             |                              |
| Palmer Bellingham Saka Toney Alexander-Arnold | 5–3                         | Akanji Schär Shaqiri Amdouni |

| Merkur Spiel-Arena, Düsseldorf Nézőszám: 46 907 Játékvezető: Daniele Orsato (olasz) |

| 2024. július 6. 21:00 |

| Hollandia                      | 2–1               | Törökország                |
| ------------------------------ | ----------------- | -------------------------- |
| de Vrij 70' Müldür 76' (öngól) | (0–1) Jegyzőkönyv | Akaydin 35' Yıldırım 90+6′ |

| Olimpiai Stadion, Berlin Nézőszám: 70 091 Játékvezető: Clément Turpin (francia) |

### Elődöntők
| 2024. július 9. 21:00 |

| Spanyolország      | 2–1               | Franciaország |
| ------------------ | ----------------- | ------------- |
| Yamal 21' Olmo 25' | (2–1) Jegyzőkönyv | Kolo Muani 9' |

| Allianz Arena, München Nézőszám: 62 042 Játékvezető: Slavko Vinčić (szlovén) |

| 2024. július 10. 21:00 |

| Hollandia | 1–2               | Anglia                            |
| --------- | ----------------- | --------------------------------- |
| Simons 7' | (1–1) Jegyzőkönyv | Kane 18' (11-esből) Watkins 90+1' |

| Westfalenstadion, Dortmund Nézőszám: 60 926 Játékvezető: Felix Zwayer (német) |

### Döntő
| 2024. július 14. 21:00 |

| Spanyolország              | 2–1               | Anglia     |
| -------------------------- | ----------------- | ---------- |
| Williams 47' Oyarzabal 86' | (0–0) Jegyzőkönyv | Palmer 73' |

| Olimpiai Stadion, Berlin Nézőszám: 65 600 Játékvezető: François Letexier (francia) |

| A 2024-es labdarúgó-Európa-bajnokság győztese |
| · Spanyolország · 4. cím                      |

## Statisztika

### Gólszerzők
Sorrend: gólok száma, országnév, játékosnév.
3 gólos
- Georgi Mikautadze
- Cody Gakpo
- Harry Kane
- Jamal Musiala
- Dani Olmo
- Ivan Schranz

2 gólos
- Jude Bellingham
- Donyell Malen
- Niclas Füllkrug
- Kai Havertz
- Florian Wirtz
- Răzvan Marin
- Fabián Ruiz
- Nico Williams
- Breel Embolo
- Merih Demiral

1 gólos
- Nedim Bajrami
- Klaus Gjasula
- Qazim Laçi
- Cole Palmer
- Bukayo Saka
- Ollie Watkins
- Marko Arnautović
- Christoph Baumgartner
- Michael Gregoritsch
- Marcel Sabitzer
- Romano Schmid
- Gernot Trauner
- Kevin De Bruyne
- Youri Tielemans
- Lukáš Provod
- Patrik Schick
- Tomáš Souček
- Christian Eriksen
- Morten Hjulmand
- Randal Kolo Muani
- Kylian Mbappé
- Hvicsa Kvarachelia
- Stefan de Vrij
- Memphis Depay
- Xavi Simons
- Wout Weghorst
- Andrej Kramarić
- Luka Modrić
- Adam Buksa
- Robert Lewandowski
- Krzysztof Piątek
- Csoboth Kevin
- Varga Barnabás
- Emre Can
- İlkay Gündoğan
- Nicolò Barella
- Alessandro Bastoni
- Mattia Zaccagni
- Francisco Conceição
- Bruno Fernandes
- Bernardo Silva
- Denis Drăguș
- Nicolae Stanciu
- Scott McTominay
- Daniel Carvajal
- Mikel Merino
- Álvaro Morata
- Mikel Oyarzabal
- Rodri
- Ferrán Torres
- Lamine Yamal
- Michel Aebischer
- Kwadwo Duah
- Remo Freuler
- Dan Ndoye
- Xherdan Shaqiri
- Ruben Vargas
- Luka Jović
- Ondrej Duda
- Erik Janža
- Žan Karničnik
- Samet Akaydin
- Kerem Aktürkoğlu
- Hakan Çalhanoğlu
- Arda Güler
- Mert Müldür
- Cenk Tosun
- Roman Jaremcsuk
- Mikola Saparenko

1 öngólos
- Klaus Gjasula (Horvátország ellen)
- Maximilian Wöber (Franciaország ellen)
- Jan Vertonghen (Franciaország ellen)
- Robin Hranáč (Portugália ellen)
- Donyell Malen (Ausztria ellen)
- Antonio Rüdiger (Skócia ellen)
- Riccardo Calafiori (Spanyolország ellen)
- Robin Le Normand (Grúzia ellen)
- Samet Akaydin (Portugália ellen)
- Mert Müldür (Hollandia ellen)

### Lapok
Az alábbi táblázatok azokat a játékosokat és szövetségi kapitányokat sorolja fel, akik sárga vagy piros lapot kaptak.
Alapvető sorrend:
- kiállítások száma (csökkenő);
- második sárga lap miatti kiállítások száma (csökkenő);
- sárga lapok száma (csökkenő);
- országnév;
- játékosnév.

Játékosok
| Név                    | Ország        | kiállítva | sárga lap · 2. sárga lap · kiállítva | Sárga lap | Összesen |
| ---------------------- | ------------- | --------- | ------------------------------------ | --------- | -------- |
| Tomáš Chorý            | Csehország    | 1         |                                      |           | 1        |
| Ryan Porteous          | Skócia        | 1         |                                      |           | 1        |
| Bertuğ Yıldırım        | Törökország   | 1         |                                      |           | 1        |
| Daniel Carvajal        | Spanyolország |           | 1                                    | 1         | 4        |
| Antonín Barák          | Csehország    |           | 1                                    |           | 3        |
| Rodri                  | Spanyolország |           |                                      | 3         | 3        |
| Silvan Widmer          | Svájc         |           |                                      | 3         | 3        |
| Jude Bellingham        | Anglia        |           |                                      | 2         | 2        |
| Marc Guéhi             | Anglia        |           |                                      | 2         | 2        |
| Harry Kane             | Anglia        |           |                                      | 2         | 2        |
| Kieran Trippier        | Anglia        |           |                                      | 2         | 2        |
| Patrick Wimmer         | Ausztria      |           |                                      | 2         | 2        |
| Dodi Lukébakio         | Belgium       |           |                                      | 2         | 2        |
| Orel Mangala           | Belgium       |           |                                      | 2         | 2        |
| Patrik Schick          | Csehország    |           |                                      | 2         | 2        |
| Tomáš Souček           | Csehország    |           |                                      | 2         | 2        |
| Morten Hjulmand        | Dánia         |           |                                      | 2         | 2        |
| Joakim Mæhle           | Dánia         |           |                                      | 2         | 2        |
| Adrien Rabiot          | Franciaország |           |                                      | 2         | 2        |
| Aurélien Tchouaméni    | Franciaország |           |                                      | 2         | 2        |
| Anzor Mekvabisvili     | Grúzia        |           |                                      | 2         | 2        |
| Denzel Dumfries        | Hollandia     |           |                                      | 2         | 2        |
| Xavi Simons            | Hollandia     |           |                                      | 2         | 2        |
| Virgil van Dijk        | Hollandia     |           |                                      | 2         | 2        |
| Robert Andrich         | Németország   |           |                                      | 2         | 2        |
| Maximilian Mittelstädt | Németország   |           |                                      | 2         | 2        |
| Antonio Rüdiger        | Németország   |           |                                      | 2         | 2        |
| Jonathan Tah           | Németország   |           |                                      | 2         | 2        |
| Riccardo Calafiori     | Olaszország   |           |                                      | 2         | 2        |
| Rafael Leão            | Portugália    |           |                                      | 2         | 2        |
| João Palhinha          | Portugália    |           |                                      | 2         | 2        |
| Nicușor Bancu          | Románia       |           |                                      | 2         | 2        |
| Marius Marin           | Románia       |           |                                      | 2         | 2        |
| Scott McTominay        | Skócia        |           |                                      | 2         | 2        |
| Robin Le Normand       | Spanyolország |           |                                      | 2         | 2        |
| Álvaro Morata          | Spanyolország |           |                                      | 2         | 2        |
| Jaka Bijol             | Szlovénia     |           |                                      | 2         | 2        |
| Erik Janža             | Szlovénia     |           |                                      | 2         | 2        |
| Samet Akaydin          | Törökország   |           |                                      | 2         | 2        |
| Abdülkerim Bardakcı    | Törökország   |           |                                      | 2         | 2        |
| Hakan Çalhanoğlu       | Törökország   |           |                                      | 2         | 2        |
| Orkun Kökçü            | Törökország   |           |                                      | 2         | 2        |
| İsmail Yüksek          | Törökország   |           |                                      | 2         | 2        |
| Nedim Bajrami          | Albánia       |           |                                      | 1         | 1        |
| Medon Berisha          | Albánia       |           |                                      | 1         | 1        |
| Armando Broja          | Albánia       |           |                                      | 1         | 1        |
| Mirlind Daku           | Albánia       |           |                                      | 1         | 1        |
| Klaus Gjasula          | Albánia       |           |                                      | 1         | 1        |
| Arbër Hoxha            | Albánia       |           |                                      | 1         | 1        |
| Elseid Hysaj           | Albánia       |           |                                      | 1         | 1        |
| Phil Foden             | Anglia        |           |                                      | 1         | 1        |
| Conor Gallagher        | Anglia        |           |                                      | 1         | 1        |
| Kobbie Mainoo          | Anglia        |           |                                      | 1         | 1        |
| Bukayo Saka            | Anglia        |           |                                      | 1         | 1        |
| John Stones            | Anglia        |           |                                      | 1         | 1        |
| Ollie Watkins          | Anglia        |           |                                      | 1         | 1        |
| Marko Arnautović       | Ausztria      |           |                                      | 1         | 1        |
| Christoph Baumgartner  | Ausztria      |           |                                      | 1         | 1        |
| Kevin Danso            | Ausztria      |           |                                      | 1         | 1        |
| Konrad Laimer          | Ausztria      |           |                                      | 1         | 1        |
| Philipp Lienhart       | Ausztria      |           |                                      | 1         | 1        |
| Phillipp Mwene         | Ausztria      |           |                                      | 1         | 1        |
| Stefan Posch           | Ausztria      |           |                                      | 1         | 1        |
| Leopold Querfeld       | Ausztria      |           |                                      | 1         | 1        |
| Romano Schmid          | Ausztria      |           |                                      | 1         | 1        |
| Maximilian Wöber       | Ausztria      |           |                                      | 1         | 1        |
| Wout Faes              | Belgium       |           |                                      | 1         | 1        |
| Youri Tielemans        | Belgium       |           |                                      | 1         | 1        |
| Jan Vertonghen         | Belgium       |           |                                      | 1         | 1        |
| Lukáš Červ             | Csehország    |           |                                      | 1         | 1        |
| Vladimír Coufal        | Csehország    |           |                                      | 1         | 1        |
| Tomáš Holeš            | Csehország    |           |                                      | 1         | 1        |
| Vítězslav Jaroš        | Csehország    |           |                                      | 1         | 1        |
| David Jurásek          | Csehország    |           |                                      | 1         | 1        |
| Ladislav Krejčí        | Csehország    |           |                                      | 1         | 1        |
| Lukáš Provod           | Csehország    |           |                                      | 1         | 1        |
| Joachim Andersen       | Dánia         |           |                                      | 1         | 1        |
| Christian Nørgaard     | Dánia         |           |                                      | 1         | 1        |
| Jannik Vestergaard     | Dánia         |           |                                      | 1         | 1        |
| Jonas Wind             | Dánia         |           |                                      | 1         | 1        |
| Eduardo Camavinga      | Franciaország |           |                                      | 1         | 1        |
| Ousmane Dembélé        | Franciaország |           |                                      | 1         | 1        |
| Antoine Griezmann      | Franciaország |           |                                      | 1         | 1        |
| Kylian Mbappé          | Franciaország |           |                                      | 1         | 1        |
| William Saliba         | Franciaország |           |                                      | 1         | 1        |
| Giorgi Gvelesziani     | Grúzia        |           |                                      | 1         | 1        |
| Guram Kasia            | Grúzia        |           |                                      | 1         | 1        |
| Giorgi Kocsorasvili    | Grúzia        |           |                                      | 1         | 1        |
| Szolomon Kvirkvelia    | Grúzia        |           |                                      | 1         | 1        |
| Zuriko Zdavitasvili    | Grúzia        |           |                                      | 1         | 1        |
| Nathan Aké             | Hollandia     |           |                                      | 1         | 1        |
| Donyell Malen          | Hollandia     |           |                                      | 1         | 1        |
| Jerdy Schouten         | Hollandia     |           |                                      | 1         | 1        |
| Joey Veerman           | Hollandia     |           |                                      | 1         | 1        |
| Wout Weghorst          | Hollandia     |           |                                      | 1         | 1        |
| Marcelo Brozović       | Horvátország  |           |                                      | 1         | 1        |
| Luka Ivanušec          | Horvátország  |           |                                      | 1         | 1        |
| Ivica Ivušić           | Horvátország  |           |                                      | 1         | 1        |
| Luka Modrić            | Horvátország  |           |                                      | 1         | 1        |
| Marin Pongračić        | Horvátország  |           |                                      | 1         | 1        |
| Josip Stanišić         | Horvátország  |           |                                      | 1         | 1        |
| Luka Sučić             | Horvátország  |           |                                      | 1         | 1        |
| Paweł Dawidowicz       | Lengyelország |           |                                      | 1         | 1        |
| Robert Lewandowski     | Lengyelország |           |                                      | 1         | 1        |
| Jakub Moder            | Lengyelország |           |                                      | 1         | 1        |
| Bartosz Slisz          | Lengyelország |           |                                      | 1         | 1        |
| Karol Świderski        | Lengyelország |           |                                      | 1         | 1        |
| Wojciech Szczęsny      | Lengyelország |           |                                      | 1         | 1        |
| Nicola Zalewski        | Lengyelország |           |                                      | 1         | 1        |
| Csoboth Kevin          | Magyarország  |           |                                      | 1         | 1        |
| Fiola Attila           | Magyarország  |           |                                      | 1         | 1        |
| Kleinheisler László    | Magyarország  |           |                                      | 1         | 1        |
| Willi Orbán            | Magyarország  |           |                                      | 1         | 1        |
| Schäfer András         | Magyarország  |           |                                      | 1         | 1        |
| Callum Styles          | Magyarország  |           |                                      | 1         | 1        |
| Szalai Attila          | Magyarország  |           |                                      | 1         | 1        |
| Szoboszlai Dominik     | Magyarország  |           |                                      | 1         | 1        |
| Varga Barnabás         | Magyarország  |           |                                      | 1         | 1        |
| Toni Kroos             | Németország   |           |                                      | 1         | 1        |
| David Raum             | Németország   |           |                                      | 1         | 1        |
| Nico Schlotterbeck     | Németország   |           |                                      | 1         | 1        |
| Deniz Undav            | Németország   |           |                                      | 1         | 1        |
| Florian Wirtz          | Németország   |           |                                      | 1         | 1        |
| Nicolò Barella         | Olaszország   |           |                                      | 1         | 1        |
| Bryan Cristante        | Olaszország   |           |                                      | 1         | 1        |
| Gianluigi Donnarumma   | Olaszország   |           |                                      | 1         | 1        |
| Stephan El Shaarawy    | Olaszország   |           |                                      | 1         | 1        |
| Nicolò Fagioli         | Olaszország   |           |                                      | 1         | 1        |
| Gianluca Mancini       | Olaszország   |           |                                      | 1         | 1        |
| Lorenzo Pellegrini     | Olaszország   |           |                                      | 1         | 1        |
| Francisco Conceição    | Portugália    |           |                                      | 1         | 1        |
| Pedro Neto             | Portugália    |           |                                      | 1         | 1        |
| Rúben Neves            | Portugália    |           |                                      | 1         | 1        |
| Cristiano Ronaldo      | Portugália    |           |                                      | 1         | 1        |
| Andrei Burcă           | Románia       |           |                                      | 1         | 1        |
| Răzvan Marin           | Románia       |           |                                      | 1         | 1        |
| George Pușcaș          | Románia       |           |                                      | 1         | 1        |
| Nicolae Stanciu        | Románia       |           |                                      | 1         | 1        |
| John McGinn            | Skócia        |           |                                      | 1         | 1        |
| Scott McKenna          | Skócia        |           |                                      | 1         | 1        |
| Anthony Ralston        | Skócia        |           |                                      | 1         | 1        |
| Jesús Navas            | Spanyolország |           |                                      | 1         | 1        |
| Dani Olmo              | Spanyolország |           |                                      | 1         | 1        |
| Fabián Ruiz            | Spanyolország |           |                                      | 1         | 1        |
| Unai Simón             | Spanyolország |           |                                      | 1         | 1        |
| Ferrán Torres          | Spanyolország |           |                                      | 1         | 1        |
| Daniel Vivian          | Spanyolország |           |                                      | 1         | 1        |
| Lamine Yamal           | Spanyolország |           |                                      | 1         | 1        |
| Remo Freuler           | Svájc         |           |                                      | 1         | 1        |
| Dan Ndoye              | Svájc         |           |                                      | 1         | 1        |
| Ricardo Rodríguez      | Svájc         |           |                                      | 1         | 1        |
| Fabian Schär           | Svájc         |           |                                      | 1         | 1        |
| Vincent Sierro         | Svájc         |           |                                      | 1         | 1        |
| Granit Xhaka           | Svájc         |           |                                      | 1         | 1        |
| Mijat Gaćinović        | Szerbia       |           |                                      | 1         | 1        |
| Nemanja Gudelj         | Szerbia       |           |                                      | 1         | 1        |
| Luka Jović             | Szerbia       |           |                                      | 1         | 1        |
| Saša Lukić             | Szerbia       |           |                                      | 1         | 1        |
| Nikola Milenković      | Szerbia       |           |                                      | 1         | 1        |
| Aleksandar Mitrović    | Szerbia       |           |                                      | 1         | 1        |
| Filip Mladenović       | Szerbia       |           |                                      | 1         | 1        |
| Dušan Tadić            | Szerbia       |           |                                      | 1         | 1        |
| Ondrej Duda            | Szlovákia     |           |                                      | 1         | 1        |
| Gyömbér Norbert        | Szlovákia     |           |                                      | 1         | 1        |
| Juraj Kucka            | Szlovákia     |           |                                      | 1         | 1        |
| Peter Pekarík          | Szlovákia     |           |                                      | 1         | 1        |
| Ivan Schranz           | Szlovákia     |           |                                      | 1         | 1        |
| Milan Škriniar         | Szlovákia     |           |                                      | 1         | 1        |
| Tomáš Suslov           | Szlovákia     |           |                                      | 1         | 1        |
| Denis Vavro            | Szlovákia     |           |                                      | 1         | 1        |
| Jure Balkovec          | Szlovénia     |           |                                      | 1         | 1        |
| Žan Celar              | Szlovénia     |           |                                      | 1         | 1        |
| Vanja Drkušić          | Szlovénia     |           |                                      | 1         | 1        |
| Žan Karničnik          | Szlovénia     |           |                                      | 1         | 1        |
| Jon Gorenc Stanković   | Szlovénia     |           |                                      | 1         | 1        |
| Petar Stojanović       | Szlovénia     |           |                                      | 1         | 1        |
| Žan Vipotnik           | Szlovénia     |           |                                      | 1         | 1        |
| Kaan Ayhan             | Törökország   |           |                                      | 1         | 1        |
| Uğurcan Çakır          | Törökország   |           |                                      | 1         | 1        |
| Zeki Çelik             | Törökország   |           |                                      | 1         | 1        |
| Arda Güler             | Törökország   |           |                                      | 1         | 1        |
| Mert Günok             | Törökország   |           |                                      | 1         | 1        |
| Mert Müldür            | Törökország   |           |                                      | 1         | 1        |
| Salih Özcan            | Törökország   |           |                                      | 1         | 1        |
| Cenk Tosun             | Törökország   |           |                                      | 1         | 1        |
| Kenan Yıldız           | Törökország   |           |                                      | 1         | 1        |
| Artem Dovbik           | Ukrajna       |           |                                      | 1         | 1        |
| Roman Jaremcsuk        | Ukrajna       |           |                                      | 1         | 1        |
| Juhim Konoplja         | Ukrajna       |           |                                      | 1         | 1        |

Szövetségi kapitányok
| Név               | Ország        | kiállítva | sárga lap · 2. sárga lap · kiállítva | Sárga lap | Összesen |
| ----------------- | ------------- | --------- | ------------------------------------ | --------- | -------- |
| Matjaž Kek        | Szlovénia     | 1         |                                      |           | 1        |
| Domenico Tedesco  | Belgium       |           |                                      | 1         | 1        |
| Kasper Hjulmand   | Dánia         |           |                                      | 1         | 1        |
| Michał Probierz   | Lengyelország |           |                                      | 1         | 1        |
| Marco Rossi       | Magyarország  |           |                                      | 1         | 1        |
| Julian Nagelsmann | Németország   |           |                                      | 1         | 1        |
| Luciano Spalletti | Olaszország   |           |                                      | 1         | 1        |
| Roberto Martínez  | Portugália    |           |                                      | 1         | 1        |
| Edward Iordănescu | Románia       |           |                                      | 1         | 1        |
| Murat Yakın       | Svájc         |           |                                      | 1         | 1        |
| Dragan Stojković  | Szerbia       |           |                                      | 1         | 1        |
| Vincenzo Montella | Törökország   |           |                                      | 1         | 1        |

## Díjak
A torna játékosa
- Rodri

A torna játékosának járó díjat az UEFA technikai megfigyelőinek döntése alapján a spanyol Rodri kapta.
Legjobb fiatal játékos
- Lamine Yamal

A legjobb fiatal játékos díját az UEFA technikai megfigyelőinek döntése alapján a spanyol Lamine Yamal kapta. A díjat 2002. január 1-je után született játékos kaphatta.
A torna csapata
Az UEFA technikai megfigyelőinek döntése alapján választották ki a csapat tagjait, amely tükrözte a torna során kiemelkedő taktikai tendenciákat. Minden posztra egy-egy kiemelkedő játékost választottak.
| Poszt       | Játékos        |
| ----------- | -------------- |
| Kapus       | Mike Maignan   |
| Hátvéd      | Kyle Walker    |
| Hátvéd      | Manuel Akanji  |
| Hátvéd      | William Saliba |
| Hátvéd      | Marc Cucurella |
| Középpályás | Dani Olmo      |
| Középpályás | Fabián Ruiz    |
| Középpályás | Rodri          |
| Csatár      | Lamine Yamal   |
| Csatár      | Jamal Musiala  |
| Csatár      | Nico Williams  |

Legjobb gólszerző
- Az Alipay Top Scorer Trophy díjat a legjobb gólszerző kapta. Hat játékos végzett holtversenyben a góllövőlista élén.[32]

| Hely. | Játékos           | Gól |
| ----- | ----------------- | --- |
| 1     | Cody Gakpo        | 3   |
| 1     | Harry Kane        | 3   |
| 1     | Georgi Mikautadze | 3   |
| 1     | Jamal Musiala     | 3   |
| 1     | Dani Olmo         | 3   |
| 1     | Ivan Schranz      | 3   |

## Végeredmény

A 2024-es Európa-bajnokságon részt vevő országok helyezései

Bronzmérkőzést nem játszottak, ezért a két elődöntős egyaránt harmadik helyezett. További konkrét helyezések hivatalosan nincsenek. Az alábbi sorrend a következő pontok alapján készült:
1. több szerzett pont (a 11-esekkel eldöntött találkozók a hosszabbítást követő eredménnyel, döntetlenként vannak feltüntetve)
2. jobb gólkülönbség
3. több szerzett gól
4. alacsonyabb fair play pontszám (1 pont egy sárga lapért, 3 pont két sárga lapot követő piros lapért, 3 pont egy azonnali piros lapért)

| Hely.                    | Csapat          | M | Gy | D | V | G+ | G– | Gk  | P  |
| ------------------------ | --------------- | - | -- | - | - | -- | -- | --- | -- |
| 1. helyezett, aranyérmes | Spanyolország   | 7 | 7  | 0 | 0 | 15 | 4  | +11 | 21 |
| 2. helyezett, ezüstérmes | Anglia          | 7 | 3  | 3 | 1 | 8  | 6  | +2  | 12 |
| 3. helyezett, bronzérmes | Hollandia       | 6 | 3  | 1 | 2 | 10 | 7  | +3  | 10 |
| 3. helyezett, bronzérmes | Franciaország   | 6 | 2  | 3 | 1 | 4  | 3  | +1  | 9  |
|                          |                 |   |    |   |   |    |    |     |    |
| 5.                       | Németország (R) | 5 | 3  | 1 | 1 | 11 | 4  | +7  | 10 |
| 6.                       | Svájc           | 5 | 2  | 3 | 0 | 8  | 4  | +4  | 9  |
| 7.                       | Törökország     | 5 | 3  | 0 | 2 | 8  | 8  | 0   | 9  |
| 8.                       | Portugália      | 5 | 2  | 2 | 1 | 5  | 3  | +2  | 8  |
|                          |                 |   |    |   |   |    |    |     |    |
| 9.                       | Ausztria        | 4 | 2  | 0 | 2 | 7  | 6  | +1  | 6  |
| 10.                      | Belgium         | 4 | 1  | 1 | 2 | 2  | 2  | 0   | 4  |
| 11.                      | Szlovénia       | 4 | 0  | 4 | 0 | 2  | 2  | 0   | 4  |
| 12.                      | Szlovákia       | 4 | 1  | 1 | 2 | 4  | 5  | −1  | 4  |
| 13.                      | Románia         | 4 | 1  | 1 | 2 | 4  | 6  | −2  | 4  |
| 14.                      | Olaszország     | 4 | 1  | 1 | 2 | 3  | 5  | −2  | 4  |
| 15.                      | Grúzia          | 4 | 1  | 1 | 2 | 5  | 8  | −3  | 4  |
| 16.                      | Dánia           | 4 | 0  | 3 | 1 | 2  | 4  | −2  | 3  |
|                          |                 |   |    |   |   |    |    |     |    |
| 17.                      | Ukrajna         | 3 | 1  | 1 | 1 | 2  | 4  | −2  | 4  |
| 18.                      | Magyarország    | 3 | 1  | 0 | 2 | 2  | 5  | −3  | 3  |
| 19.                      | Szerbia         | 3 | 0  | 2 | 1 | 1  | 2  | −1  | 2  |
| 20.                      | Horvátország    | 3 | 0  | 2 | 1 | 3  | 6  | −3  | 2  |
| 21.                      | Albánia         | 3 | 0  | 1 | 2 | 3  | 5  | −2  | 1  |
| 22.                      | Csehország      | 3 | 0  | 1 | 2 | 3  | 5  | −2  | 1  |
| 23.                      | Lengyelország   | 3 | 0  | 1 | 2 | 3  | 6  | −3  | 1  |
| 24.                      | Skócia          | 3 | 0  | 1 | 2 | 2  | 7  | −5  | 1  |

1. 1 2  Fair play pont: Belgium –8, Szlovénia –15.
2. 1 2  Fair play pont: Albánia –8, Csehország –17.

## Történelmi események, rekordok
- Németország nyitómérkőzése Skócia ellen az első mérkőzés volt, hogy egy találkozón egy válogatottban két gólt is legfeljebb 21 éves játékosok szereztek az Európa-bajnokságon.[33] Ezen a mérkőzésen született a valaha volt legnagyobb különbségű győzelem a nyitómérkőzések történetében, miután a német válogatott négy gólos különbséggel, 5−1 arányban győzte le Skóciát.[34]
  - Németország nyolcadjára nyerte meg első mérkőzését a tornán, rajta kívül egyetlen válogatott sem tud hatnál több győzelmet felmutatni első összecsapásain.[33]
  - 21 évesen és 42 naposan Florian Wirtz lett a legfiatalabb német Európa-bajnoki gólszerző.[33]
- Svájc első mérkőzésén Magyarország ellen Kwadwo Duah mindössze a harmadik svájci játékos lett, aki első kompetitív válogatott-mérkőzésén betalált.[35]
  - Szoboszlai Dominik az Európa-bajnokságok legfiatalabb csapatkapitánya lett (23 év, 234 nap).[35]
- Grúzia története során első alkalommal jutott ki az Európa-bajnokságra,[18] a harminchatodik csapatként, aminek ez sikerült,[36] és a Törökország elleni első mérkőzésükön az első Európa-bajnoki góljukat is megszerezték Georgi Mikautadze révén, habár a mérkőzést végül elveszítették. Grúzia ezt követően Portugália ellen első Eb-győzelmét is megszerezte, és csoportharmadikként tovább is jutott a nyolcaddöntőbe.
- A spanyol Lamine Yamal lett az Európa-bajnokságok, valamint összességében a nagy labdarúgó-tornák történetének legfiatalabb pályára lépő játékosa, miután 16 évesen és 338 naposan debütált a Horvátország elleni, 3−0 arányban megnyert találkozón, ahol egy gólpasszt is jegyzett. Yamal a lengyel Kacper Kozłowski rekordját adta át a múltnak, aki az előző Európa-bajnokságon döntötte azt meg 17 évesen és 246 naposan.[37]
  - Álvaro Morata megszerezte hetedik gólját az Európa-bajnokságokon, amivel az örökranglista harmadik helyére lépett, Antoine Griezmann és Alan Shearer mellé.[38]
  - Luka Modrić ötödik Európa-bajnokságán szerepelt.[38]
- Albánia az Európa-bajnokságok történetének leggyorsabb gólját szerezte az Olaszország elleni csoportmérkőzésén, miután Nedim Bajrami a kezdő sípszó után mindössze 22 másodperccel betalált az ellenfél kapujába az olaszok egy elhibázott bedobását kihasználva.[39]
- Hollandia Lengyelország elleni mérkőzésén Bart Verbruggen (21 éves, 303 napos) 1964 óta a legfiatalabb kapus lett, aki pályára lépett egy Európa-bajnokságon (1964: José Ángel Iribar; 21 éves, 108 napos).[40]
  - Wojciech Szczęsny az első lengyel játékos lett, aki négy különböző Európa-bajnokságon szerepelt.[40]
- Christian Eriksen Dánia legidősebb Európa-bajnoki gólszerzője lett 32 évesen és 123 naposan, a Szlovénia elleni mérkőzésen.[41]
- Jude Bellingham a legfiatalabb játékos (20 éves, 189 napos), aki két Európa-bajnokságon szerepelt. Ezek mellett válogatottja harmadik legfiatalabb gólszerzője a tornán, Wayne Rooney (18 éves, 237 napos; 2004-ben) és Michael Owen (20 éves, 189 napos; 2000-ben) után.[42]
  - Anglia Szerbia elleni mérkőzésén Harry Kane lett az angol válogatott színeiben az Európa-bajnokságon legtöbbször szereplő játékos (12), Gary Neville-t megelőzve.[42]
- Románia Ukrajna elleni 3–0-ás győzelme az ország történetének legnagyobb különbségű sikere volt a tornán és mindössze a második, amelyen három gólt szereztek.[43]
  - Andrij Jarmolenko az első ukrán játékos lett, aki négy Európa-bajnokságon is szerepelt.[43]
- Belgium Szlovákia elleni csoportmérkőzésén Romelu Lukaku lett a belga válogatott színeiben az Európa-bajnokságon legtöbbször szereplő játékos (11).[44]
  - Szlovákia volt az első válogatott a torna történetében, amelynek kezdőcsapatában két mezőnyjátékos is legalább 37 éves volt.[44]
- Franciaország Ausztria elleni csoportmérkőzésén Olivier Giroud mindössze a második francia játékos lett Lilian Thuram után, aki négy Európa-bajnokságon is pályára lépett.[45]
- Arda Güler, Törökország Grúzia elleni csoportmérkőzésén az első tinédzser lett Cristiano Ronaldo (2004) óta, aki első Európa-bajnoki mérkőzésén betalált, és egyben az ötödik legfiatalabb gólszerző a torna történetében (19 éves, 114 napos).[36]
  - Törökország mindössze a második válogatott lett a torna történetében, akik két tinédzsert neveztek kezdőjükbe. Güler mellett Kenan Yıldız is szerepelt (Magyarország után, 1964-ben; Bene Ferenc és Varga Zoltán).[36]
- A portugál válogatott középhátvédje, Pepe – 41 évesen és 113 naposan – a Csehország elleni mérkőzésen minden idők legidősebb pályára lépő játékosa lett az Európa-bajnokságok történetében, Király Gábor (40 év, 86 nap) rekordját felülmúlva.[46] Ezek mellett mindössze a harmadik játékos lett, aki sorozatban öt tornán szerepelt és mindössze a második, aki legalább hússzor pályára lépett (Cristiano Ronaldo után).[47]
  - Cristiano Ronaldo rekordnak számító hatodik Európa-bajnokságán szerepelt.[48][47]
- Horvátország Albánia elleni mérkőzésén Luka Modrić 177. alkalommal volt horvát válogatott, így már csak Cristiano Ronaldo (208) és Sergio Ramos (180) áll előtte európai labdarúgók közül.[49]
- Magyarország Németország elleni mérkőzésén Nagy Ádám (8) megdöntötte Szalai Ádám (7) rekordját a legtöbb Európa-bajnoki szereplésért magyar labdarúgók között.[50]
- Skócia elleni góljával a svájci Xherdan Shaqiri lett az egyetlen játékos, aki minden világbajnokságon és Európa-bajnokságon betalált a 2014-es világbajnokság óta. A svájci támadó ezzel együtt hetedik nagy tornáján szerepelt, ami svájci rekord.[51]
  - A pályára kiálló svájci kezdőcsapat a legöregebb volt a válogatott történetében, 30 éves és 119 napos átlagéletkorával.[51]
- Dušan Tadić, Szerbia Szlovénia elleni mérkőzésén, 35 évesen és 213 naposan a legidősebb szerb játékos lett az Európa-bajnokságok történetében, a szerb szövetségi kapitány, Dragan Stojković rekordját megdöntve.[52]
- Spanyolország és Olaszország nyolcadjára találkozott az Európa-bajnokságok történetében, ami rekord. Hasonlóan rekord, hogy sorozatban hatodik tornán találkoztak egymással (2000 óta minden Európa-bajnokságon).[53]
  - Pedri tizenkettedik alkalommal lépett pályára Európa-, és világbajnokságokon, amivel megdöntötte Cristiano Ronaldo rekordját a legtöbb pályára lépésért 21. születésnapja előtt.[53]
- Az olasz Bryan Cristante a spanyolok elleni mérkőzésen félidei csereként beállva megdöntötte az Európa-bajnokságon leggyorsabban kiharcolt sárga lap rekordját: pályára lépését követően mindössze 20 másodperc után mutatta fel neki a sárgát a játékvezető, miután elkaszálta Rodrit.[54][55]
- Patrik Schick a Grúzia elleni csoportmérkőzésen lőtt góljával az Európa-bajnokságok történetének legeredményesebb cseh játékosa lett, megelőzve Milan Barošt.[56]
- A Svájc elleni csoportmérkőzésen Manuel Neuer tizennyolcadszor lépett pályára az Európa-bajnokságok történetében, amivel megdöntötte Gianluigi Buffon kapusokra vonatkozó rekordját.[57]
- Csoboth Kevin a skótoknak lőtt góljával a kontinenstornák történetének legkésőbbi rendes játékidőben szerzett találatát jegyezte (99 perc, 32 másodperc).[58]
  - Ez volt a magyar válogatott első Európa-bajnoki győzelme a 2016-os kiírás nyitómérkőzése óta.[59]
- Luka Modrić az olaszoknak lőtt góljával a kontinenstornák történetének legidősebb gólszerzője lett (38 év és 289 nap), megdöntve az osztrák Ivica Vastić rekordját.[60][61]
  - Gianluigi Donnarumma (25 évesen és 120 naposan) és Federico Chiesa (26 évesen és 243 naposan) is megdöntötték Leonardo Bonucci (29 éves, 57 napos) rekordját, a legfiatalabb olaszok lettek, akik tíz Európa-bajnoki mérkőzésen pályára tudtak lépni.[61]
- Ausztria elleni csoportmérkőzésén Hollandia a 2014-es világbajnokság óta először veszített el csoportmérkőzést egy nemzetközi tornán.[62]
  - 20 évesen és 353 naposan Leopold Querfeld a legfiatalabb osztrák lett, aki pályára lépett egy Európa-bajnokságon.[62]
- Franciaország elleni góljával Robert Lewandowski mindössze a harmadik játékos lett, aki sorozatban négy Európa-bajnokságon betalált.[63]
  - N’Golo Kanté soha nem veszített el egy mérkőzést rendes játékidőben nemzetközi tornán, tizennyolc mérkőzésig tartó sorozata európai rekord.[63]
  - Antoine Griezmann 33. alkalommal lépett pályára nemzetközi tornán a francia válogatott színeiben, megdöntve Lilian Thuram rekordját.[63]
- Szlovénia először jutott tovább a csoportkörből egy Európa-bajnokságon.[64]
- Anglia története során először jutott tovább csoportja első helyén sorozatban két Európa-bajnokságon.[64]
- Dánia története során először jutott tovább a csoportkörből sorozatban két Európa-bajnokságon.[65]
  - A dán válogatott az első csapat lett, amely három döntetlennel egy csoport második helyén jutott tovább.
- Szlovákia Románia elleni mérkőzésén Peter Pekarík és Juraj Kucka az első szlovák játékosok lettek, akik tízszer pályára léptek a kontinenstornán.[66]
- Románia először zárta csoportját az első helyen.[66]
- Első alkalommal fordult elő a 24 csapatos formátum bevezetése óta, hogy egy csapat (Ukrajna) 4 szerzett ponttal is csoportja utolsó helyén végezzen, és kiessen az Európa-bajnokság csoportkörének végén.[67]
- Grúzia a 29. válogatott lett a torna történetében, ami továbbjutott a csoportkörből.[68]
  - Portugália elleni mérkőzésükön Hvicsa Kvarachelia 94 másodperc után talált be, ami az Európa-bajnokság történetének ötödik leggyorsabb gólja.[68]
- A Csehország−Törökország csoportmérkőzésen 18 sárga és két piros lapot, azaz összesen 20 büntetőlapot mutatott fel Kovács István játékvezető, ami új Eb-rekord az egy mérkőzésen kiosztott büntetőlapok tekintetében (egyúttal a legtöbb felmutatott sárga lap egy mérkőzésen).[69]
  - Antonín Barák huszadik percben történt kiállítása a leggyorsabb a kontinenstorna történetében, Éric Abidalt megelőzve.[70]
- A grúz Giorgi Mamardasvili rekordnak számító 21 védést mutatott be a csoportkör során és 3,6 gólt akadályozott meg, ami szintén minden idők legjobb teljesítménye volt.[71]
- Svájc Olaszország elleni nyolcaddöntője során Remo Freuler nemzete legidősebb Európa-bajnoki gólszerzője lett, 32 évesen és 75 naposan.[72]
  - Olaszország a 2–0-ás vereség során először kapott több, mint egy gólt egy nagy nemzetközi tornán a 2012-es Európa-bajnokság döntője óta.[72]
  - Gianluca Mancini az első olasz játékos lett 1980 óta, aki az egyenes kieséses szakaszban mutatkozott be a válogatottban.[72]
- Dánia és Németország mérkőzésén Manuel Neuer megdöntötte Bastian Schweinsteiger német Európa-bajnoki pályára lépési rekordját, tizenkilencedik szereplésével.[73]
  - Csak Wayne Rooney (18 éves, 241 napos) ért el három Európa-bajnoki gólt fiatalabban, mint Jamal Musiala (21 éves, 124 napos).[73]
  - Mario Gómez és Rudi Völler után Kai Havertz mindössze a harmadik német játékos lett, aki két egymást követő nemzetközi tornán legalább két gólt szerzett.[73]
- Szlovákia elleni győzelmével a nyolcaddöntőben Anglia története során először ért el sorozatban két Európa-bajnoki negyeddöntőt.[74]
  - Jude Bellingham 90+5. percben szerzett találata a legkésőbbi volt, amit egy angol játékos valaha szerzett a kontinenstornán rendes játékidőben.[74]
  - Harry Kane lett az első angol játékos, aki sorozatban két Európa-bajnokságon gólt szerzett az egyenes kieséses szakaszban és egyben pályára lépésével megdöntötte Peter Shilton rekordját a legtöbb kompetitív szereplésért a válogatottban.[74]
  - 19 évesen és 72 naposan Kobbie Mainoo a legfiatalabb angol lett, aki kezdőként először az egyenes kieséses szakaszban szerepelt.[74]
  - Ivan Schranz minden idők legsikeresebb szlovák góllövője lett a kontinenstornán, három találattal.[74]
- Hollandia 2004 óta először nyert mérkőzést az egyenes kieséses szakaszban.[75]
  - A Románia elleni nyolcaddöntőben Xavi Simons a legfiatalabb (21 éves, 72 napos) kezdőként játszó holland játékos volt az Európa-bajnokság egyenes kieséses szakasza történetében, aki gólpasszt tudott adni.[75]
- Merih Demiral első gólja a Törökország–Ausztria nyolcaddöntőben a torna történetének második leggyorsabb találata volt, miután a török játékos 57 másodperc elteltével vette be az ellenfél kapuját. A torna történetének hat leggyorsabb góljából négy is 2024-ben született.[76][77]
- Dani Olmo csereként öt gólban vállalt szerepet a tornán, ez korábban csak Cesc Fàbregasnak sikerült.[78]
  - A Spanyolország elleni negyeddöntőben Florian Wirtz a legfiatalabb német lett, aki be tudott találni a torna egyenes kieséses szakaszában, 21 évesen és 63 naposan.[78]
  - Manuel Neuer a harmadik játékos lett a kontinenstornák történetében, aki hússzor pályára lépett.[78]
- A franciák elleni negyeddöntőben Cristiano Ronaldo lett az első játékos, aki harmincadszor pályára lépett az Európa-bajnokságon.[79]
  - N’Golo Kanté tizennegyedik alkalommal játszott az Európa-bajnokságon, ezen mérkőzések közül egyet sem veszített el, ami rekordnak számít.[79]
- Anglia Svájc elleni mérkőzésén 22 évesen és 305 naposan Bukayo Saka a legfiatalabb angol lett, aki betalált egy Európa-bajnoki negyeddöntőben.[80]
  - Jude Bellingham a legfiatalabb (21 év, 7 nap) játékos lett, aki szerepelt második negyeddöntőjében a kontinenstornán.[80]
- A torna elődöntőjéig Kobbie Mainoo 96%-os passzhatékonysággal rendelkezett, ami legalább 1980 óta a legjobb mutató volt.[81]
- A Franciaország elleni elődöntőben Lamine Yamal 16 évesen, 11 hónaposan és 27 naposan minden idők legfiatalabb Európa-bajnoki gólszerzője lett, és Pelé rekordját megdöntve a legfiatalabb játékos egy világbajnokság vagy Európa-bajnokság elődöntőjében.[82]
  - Spanyolország az első csapat lett, amely megnyert sorozatban hat mérkőzést a tornán, tizenegyespárbaj nélkül.[82]
- Anglia Hollandia elleni győzelme után mindössze a negyedik válogatott lett (Szovjetunió, Németország (háromszor), Spanyolország), ami sorozatban két döntőbe jutott be az Európa-bajnokságon.[83]
  - Harry Kane minden idők legsikeresebb játékosa lett az Európa-bajnokságok egyenes kieséses szakaszában, hatodik találatát megszerezve. Ezek mellett mindössze a második játékos lett, aki sorozatban két elődöntőben gólt szerzett. A világbajnokságot beleértve a két torna góljait összesítve is a legsikeresebb európai lett, kilencedik alkalommal betalálva, megelőzve Gerd Müllert, Miroslav Klose-t, Antoine Griezmannt és Kylian Mbappét.[84][83]
  - Kobbie Mainoo 19 évesen és 82 naposan minden idők legfiatalabb angol játékosa lett, aki egy elődöntőben pályára lépett egy válogatott tornán.[85]
  - Gareth Southgate mindössze a harmadik edző lett, aki két Európa-bajnoki döntőbe is bejutott, Helmut Schön és Berti Vogts után.[3]
- Spanyolország rekordnak számító negyedik Európa-bajnokságát nyerte meg.[3]
  - Az első válogatott lettek, amely megnyerte az összes mérkőzését egy tornán.[3]
  - A spanyolok 15 szerzett gólja a tornán új rekord, amit korábban Franciaország tartott, tizennéggyel.[3]
  - Anglia ellen Lamine Yamal 17 évesen és egy naposan a legfiatalabb játékos lett egy Európa-, vagy világbajnokság döntőjében.[3]
  - Nico Williams 22 évesen és két naposan a második legfiatalabb játékos lett, aki betalált egy Európa-bajnoki döntőben.[3]
  - A 2024-es volt az első döntő, amiben két tinédzser is kezdőként kapott szerepet, a 19 éves Kobbie Mainoo és a 17 éves Lamine Yamal.[3]

## Incidensek, vitás esetek

### Rendőri fellépés egy férfi ellen
Hollandia Lengyelország elleni mérkőzése előtt, 12:30-kor a német rendőrség lábon lőtt és paprika sprayvel lefújt egy férfit, aki egy baltával és Molotov-koktéllal fenyegette őket az egyik szurkolói zóna közelében, Hamburgban. A férfi a lövések előtt megpróbált átmászni a barikádon és azt kiabálta a rendőrök felé, hogy „mocskos fasiszták.” Ezt követően elfordult a rendőröktől és az utca másik vége felé indult, a rendőrök utána futottak, az egyik paprika sprayt fújva felé. Ekkor már a másik oldalról is rendőrök vették körbe, a férfi eldobta baltáját és megpróbálta meggyújtani a Molotov-koktélt. Pillanatokon belül körbevették és egy felfegyverzett rendőr a levegőbe lőtt két figyelmeztető lövést, amit követően még négyet lehetett hallani és a férfi a földre esett. A Reeperbahn mellett történt az eset, amit ezt követően lezártak a hatóságok. Az elkövetőt kórházba szállították, miután a helyszínen a rendőrség és mentők elsősegélyt biztosítottak. A 39 éves német elkövető motivációja ismeretlen, rajta kívül senki sem sérült meg. A férfi Buchholz in der Nordheide-ben lakott, szkizofréniától szenvedett.

### Németország – Dánia
Dánia és Németország nyolcaddöntőjét felfüggesztették rossz időjárási körülmények (villámlás, mennydörgés és erős eső, jégeső) miatt a 35. percben. A játékosok először a pálya mellett álltak, majd Michael Oliver angol játékvezető az öltözőbe küldte őket. A bíró nagyjából 22–25 perc és egy rövid bemelegítési időszak után indította újra a mérkőzést. Az időjárás romlása már a mérkőzés előtt valószínű volt, felhős volt az este és magas volt a páratartalom Dortmundban. Az eső intenzitása egyre inkább nőtt, sok rajongó elhagyta a nézőteret, a stadion zárt terű részeire vonulva. Városszerte lemondták a mérkőzés vetítéseit is a vihar miatt. Ez nem az első alkalom volt, hogy az időjárás miatt el kellett halasztani egy Európa-bajnoki mérkőzést, 2012-ben Ukrajna és Franciaország találkozóját szüneteltették, sokkal hosszabban.